# Крипта заслужених на Скалці
Крипта заслужених на Скалці або Пантеон заслужених, Усипальниця великих поляків (пол. Krypta Zasłużonych na Skałce, Panteon Zasłużonych, Cmentarzem Wielkich Polaków) — крипта, розташована у костелі на Скалці, Краків, Польща. У крипті поховані 13 польських культурних діячів.

## Історія
Крипта у Костелі на Скалці була заснована у 1880 за проектом польського архітектора Юзефа Лепковського.
На порталі крипти розташований напис латинською мовою «Credo, quod Redemptor meus vivit» («Вірую, що мій Спаситель живий»).

### Календар
- 1880 — першим похованим у крипті став засновник церкви єпископ Краківський Ян Длугош. Це було Його третє поховання, яке відбулося у 1880 з нагоди його 400-річчя з дати його смерті;
- 1881 — у крипту були перенесені останки польського поета та письменника Вінцента Поля.
- 1881 — з Раковицкого цвинтаря були перенесені останки польського поета та письменника Люціана Семенского;
- 1887 — у саркофазі № IV був похований померлий у Женеві польський письменник Юзеф Крашевський;

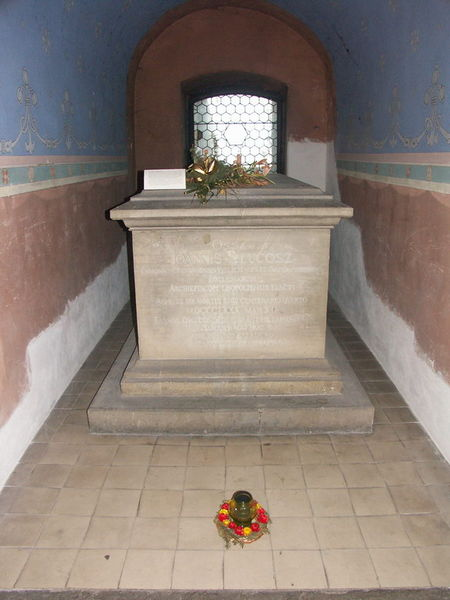
Саркофаг Яна Длугоша
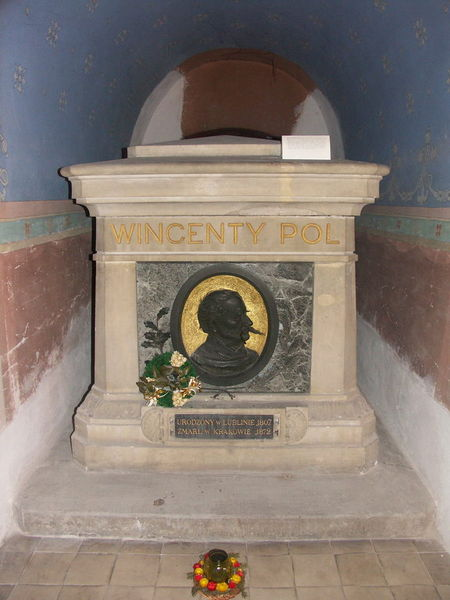
Саркофаг Вінцента Поля
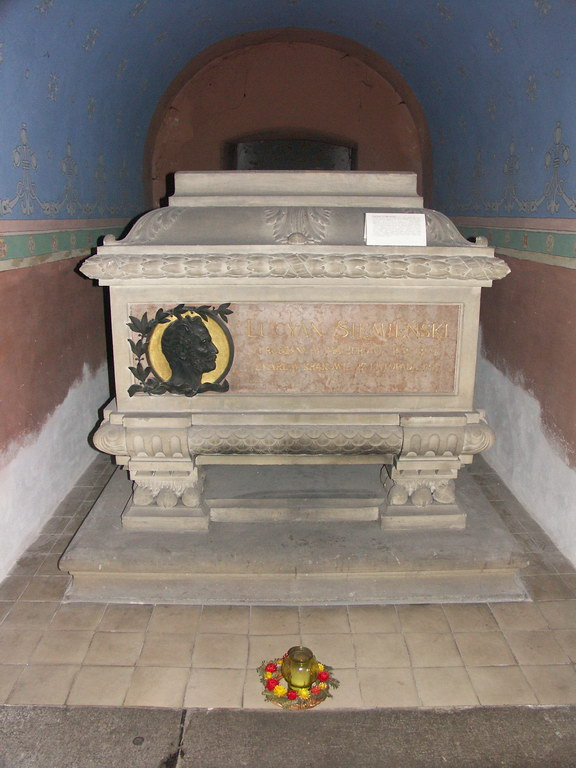
Саркофаг Люциана Шеменского
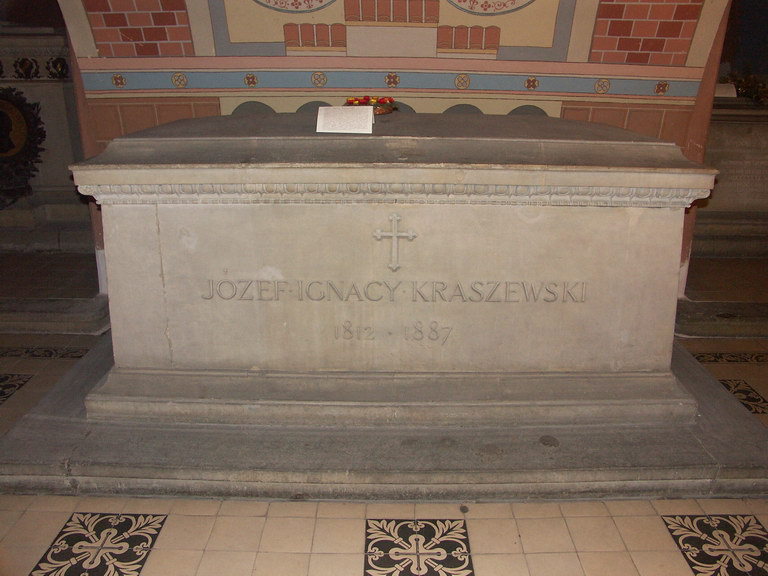
Саркофаг Юзефа Крашевського

- 1893 — з Флоренції були привезені останки польського поета Теофіла Ленартовича. До поховання останків Теофіла була суперечка між громадою Кракова та Львова про місце його поховання;
- 1897 — у саркофазі № VI був похований польський поет Адам Асник. На похороні був присутній Генрик Сенкевич;
- 1903 — похований Генріх Семирадський. Після похорону у Кракові пройшли урочисті заходи, які стали знаком подяки за подаровані художником свої картини краківському Національному музею.
- 1907 — похований польський живописець і поет Станіслав Виспянський. Під час його похорону звучав Дзвін «Зигмунд» та хейнал;

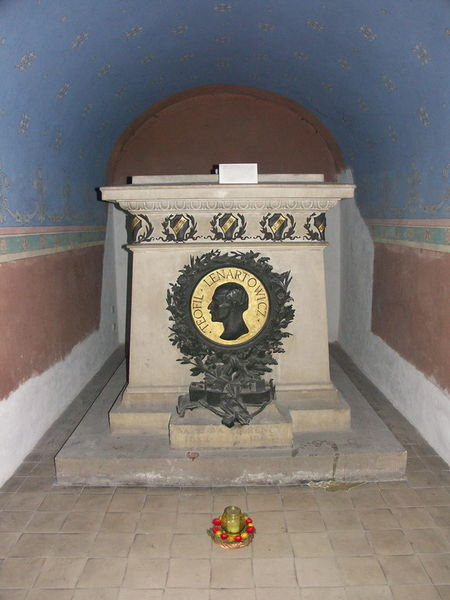
Саркофаг Теофіла Ленартовича
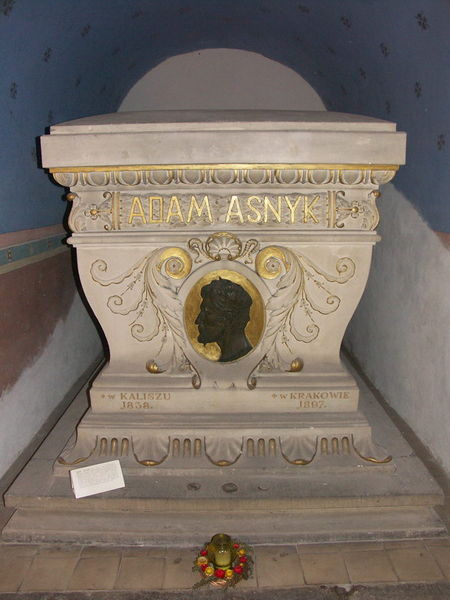
Саркофаг Адама Асника
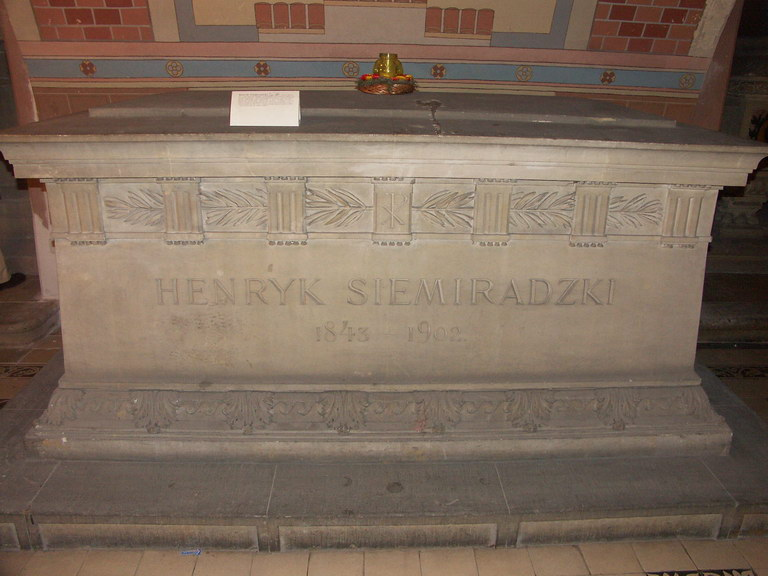
Саркофаг Генріха Семирадського
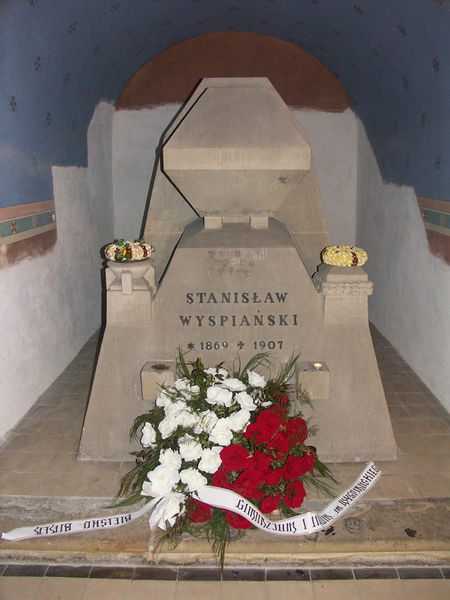
Саркофаг Станіслава Виспяньського

- 1929 — похований польський живописець Яцек Мальчевський. Поховання у крипті суперечило волі художника, який хотів, щоб його поховали на Сальваторскому цвинтарі;
- 1937 — з Лозанни доставлений прах польського композитора Кароля Шимановського. Прах поміщений у саркофаг № X, а його серце поховане у Варшаві. Під час Варшавського повстання 1944 року серце Кароля Шимановського було спалено;
- 1954 — у крипті був похований польський актор та режисер Людвік Сольський. Під час похорону звучав хейнал;
- 1955 — похований польський астроном Тадеуш Банахевич. Ексгумацію та перенесення останків Тадеуша Банахевич з Раковицького цвинтаря у крипту здійснив з власної ініціативи і на власні кошти професор Казімєж Кордилевський;

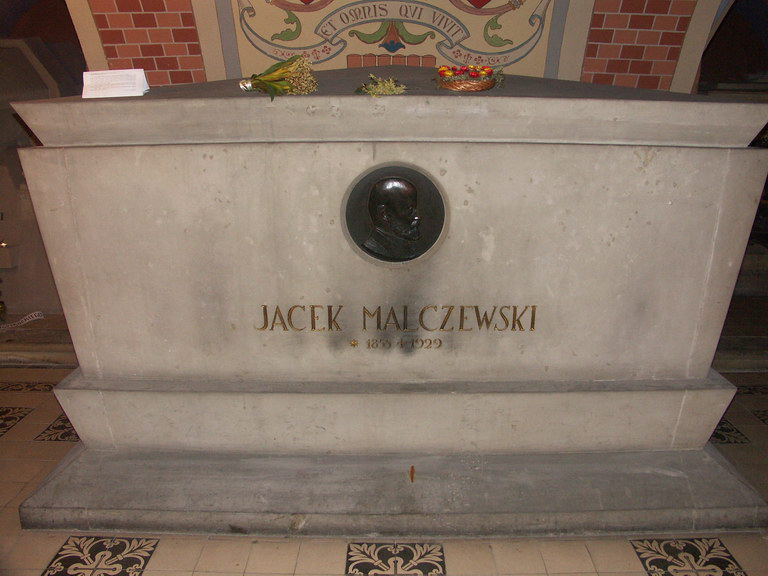
Саркофаг Яцека Мальчевського
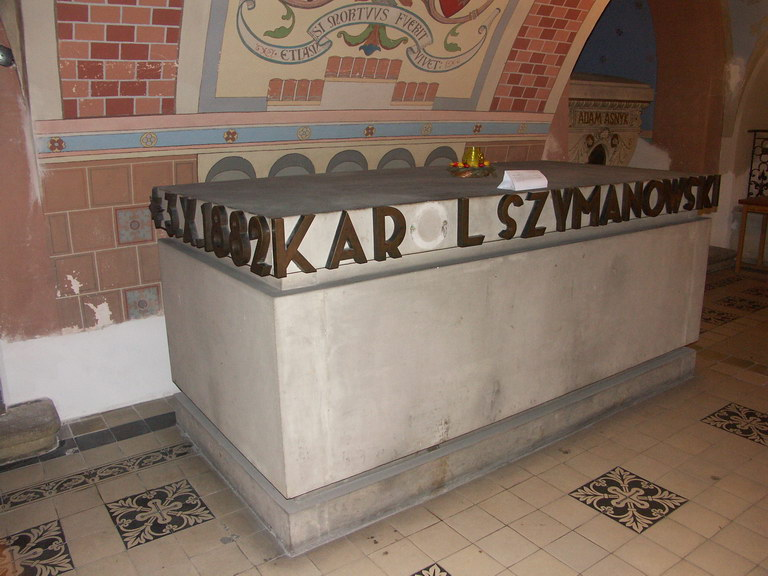
Саркофаг Кароля Шимановського
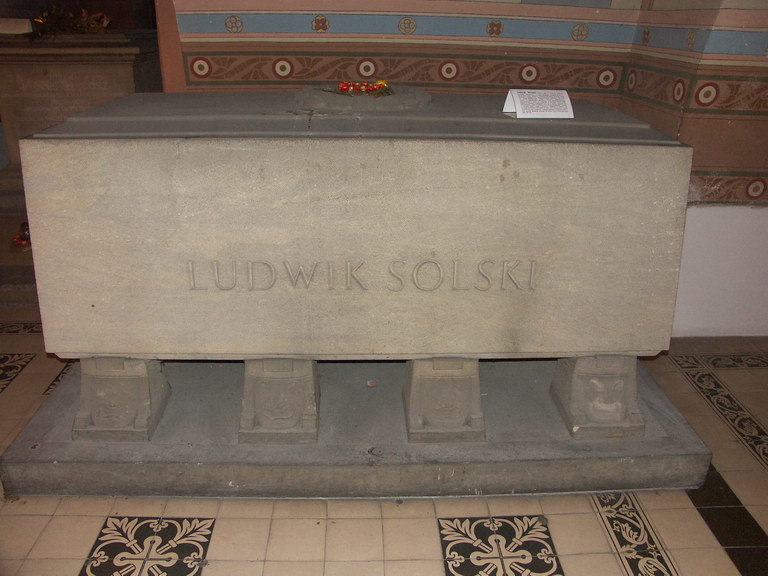
Саркофаг Людвіка Сольського
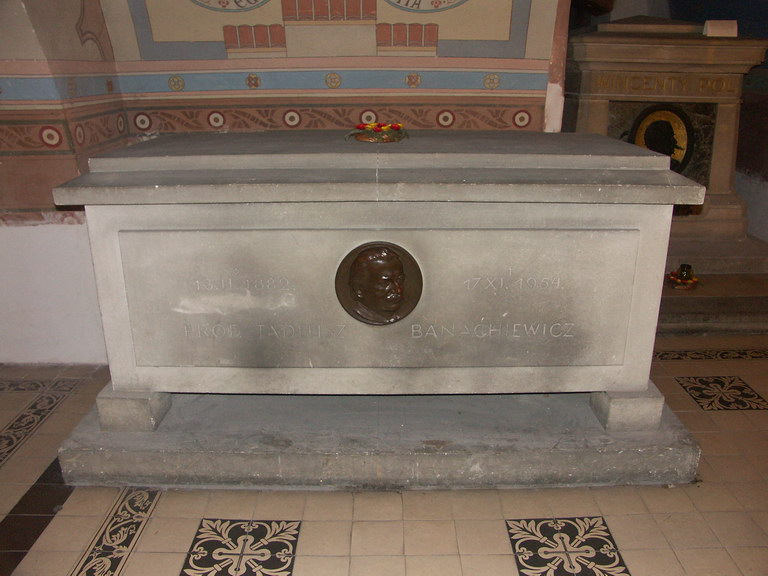
Саркофаг Тадеуша Банахевича

- 2004 — був похований польський поет і лауреат Нобелівської премії Чеслав Мілош.

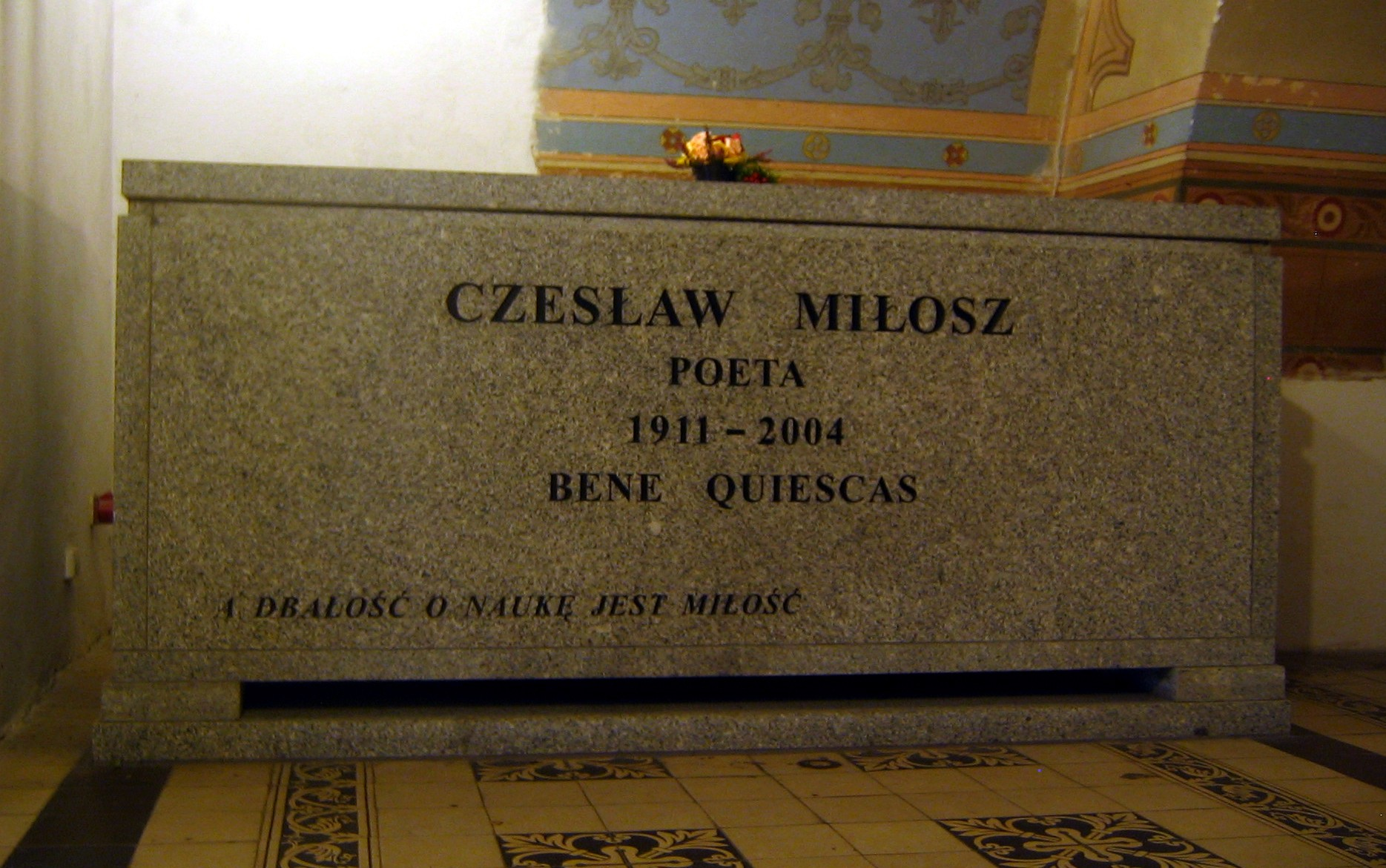
Саркофаг Чеслава Мілоша